# سرمادرمانی

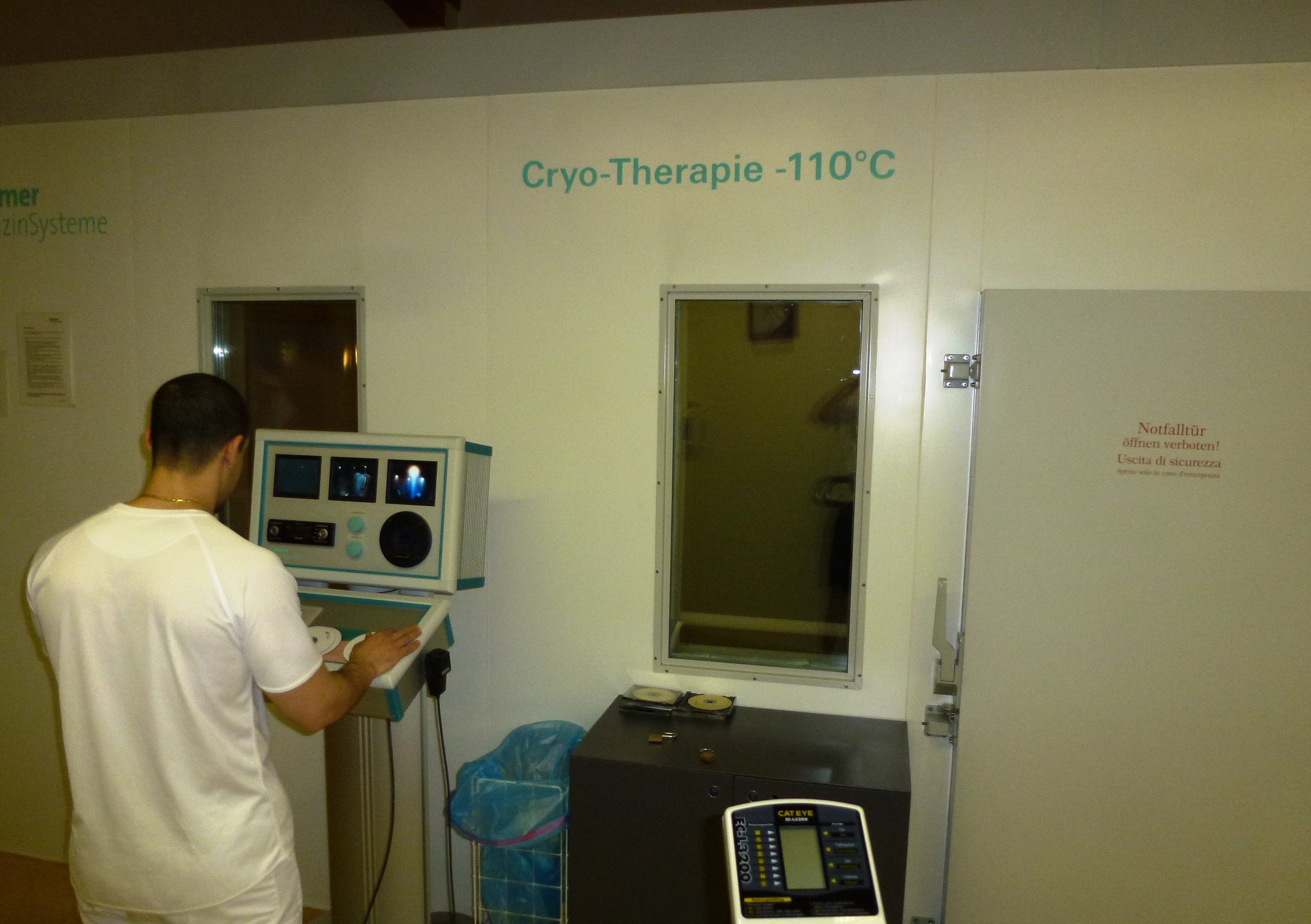
نمونه‌ای از یک اتاقک سرمایی با دمای ۱۱۰- درجهٔ سانتی‌گراد.

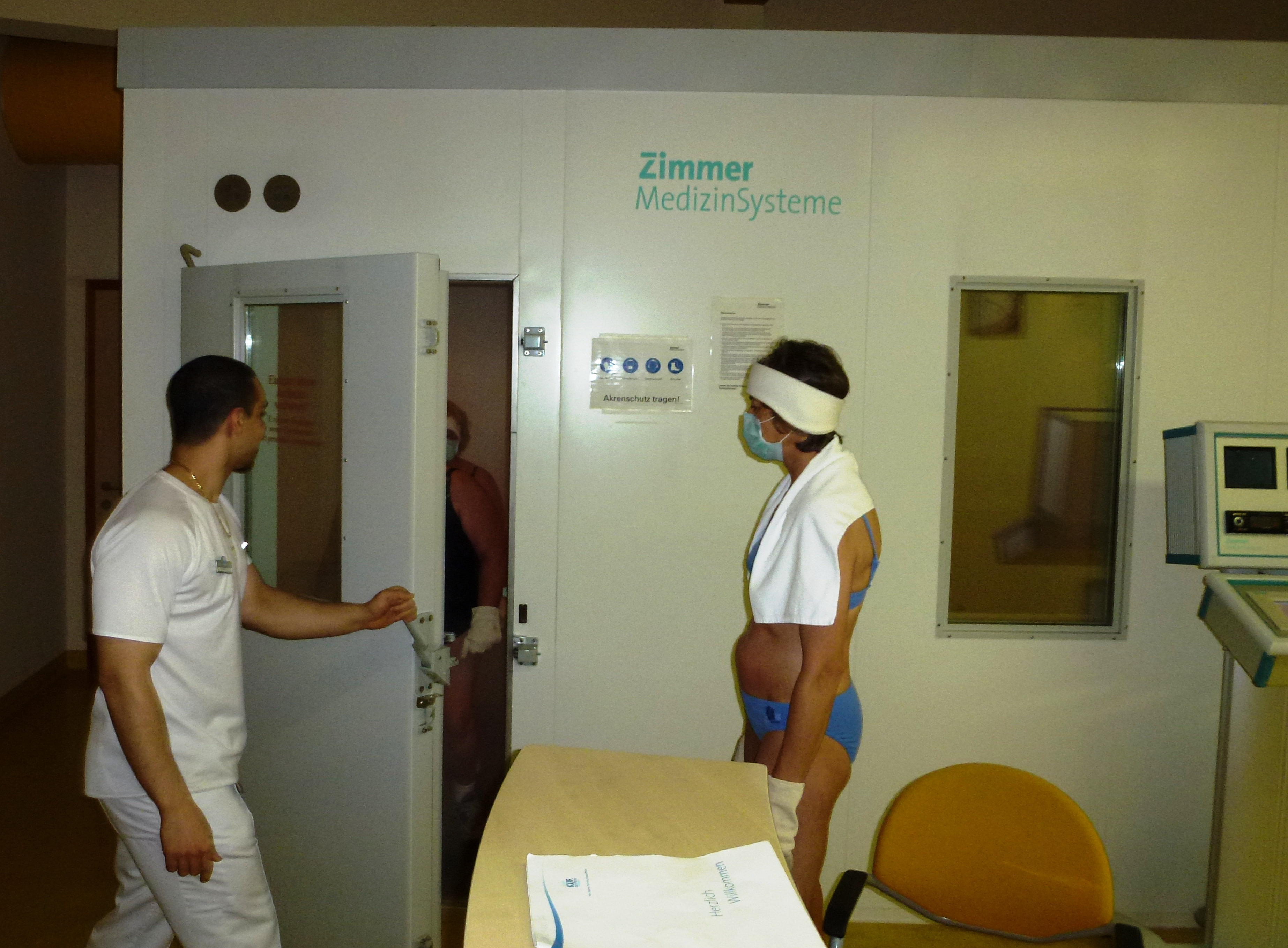
بیماران در حال دریافت سرمادرمانی ۳ دقیقه‌ای

سرمادرمانی یا کرایوتراپی (به انگلیسی: Cryotherapy) به روشی درمانی گفته می‌شود که در آن بخشی از بدن بیمار یا کل بدن او در معرض سرما و کاهش دما قرار می‌گیرد. اصطلاح کرایوتراپی بین سال‌های ۱۸۸۰ تا ۱۸۹۰ میلادی، از دو واژهٔ یونانی (κρυο) به‌معنای سرما و (θεραπεια) به‌معنای درمانی گرفته شد. هدف از کرایوتراپی کاهش سوخت‌وساز سلولی، افزایش بقای سلولی، کاهش التهاب، کاهش درد و اسپاسم، انقباض عروق است.
از موارد کاربرد کرایوتراپی می‌توان کنترل و درمان بیماری سالک، بواسیر، یبوست، دردهای پس از جراحی در پرتودرمانی، از بین بردن چربی‌های اضافهٔ بدن، درمان میخچه و زگیل را نام برد.

## کاربردهای سرمادرمانی
به خاطر اثرات مثبت بسیار، سرما به‌طور گسترده مورد استفاده قرار می‌گیرد. برای کنترل درد و ورم مفید است، کوفتگی‌ها را محدود می‌کند، به انقباض ماهیچه‌ها کمک می‌کند و استفاده‌های بسیار دیگر. می‌شود از یخ، استخرهای آب سرد، حمام متضاد و شیوه‌های دیگر هم استفاده کرد. هدف اما همیشه ثابت است. این‌که ریکاوری و بازیابی انجام شود. معروف‌ترین خصوصیت سرما، کاهش احساس درد است. وقتی ماهیچه آسیب می‌بیند، سرمادرمانی کمک خواهد کرد.

سرما درمانی یا کرایوتراپی کل بدن میتواند برای 
طیف وسیعی از افراد مفید باشد. برخی از گروههایی که میتوانند از کرایوتراپی کل بدن سود 
ببرند عبارتند از:
ورزشکاران: کاهش درد عضلانی و التهاب، تسریع ریکاوری، بهبود عملکرد ورزشی 
افراد عادی: جوانسازی پوست، بهبود سلولیت و کمک به کاهش وزن
افراد مبتلا به درد مزمن: کاهش درد و بهبود کیفیت زندگی
افراد دارای مشکلات روحی: کاهش علائم اضطراب و افسردگی، بهبود کیفیت خواب، افزایش سطح انرژی
همچنین کرایوتراپی باعث کمک به کاهش وزن، کمک به جوانسازی پوست و بهبود سلولیت، کاهش علائم
اضطراب و افسردگی، تسکین درد و... میشود

## خطرات و عوارض جانبی سرمادرمانی
سوزش، درد و تسکین درد واکنش‌های طبیعی به این موضوع هستند. هر احساس دیگری (به جز سردرد شدید) به دقت بررسی می‌شود و عوارض جانبی زیر نظر گرفته می‌شود. نشستن بیش از اندازه در وان سرد، اعضای داخلی بدن را به مشکل می‌اندازد. حضور بیش از پنج دقیقه‌ای در استخری که دمای آن زیر ده درجه باشد، باعث افت شدید فشار خون می‌شود. از خطرات احتمالی می‌توان به گشادی عروق خونی و کاهش فشار خون اشاره کرد. همچنین سرما باعث کم شدن اکسیژن در بافت‌ها خواهد شد. سرما، قدرت عضلات را کاهش می‌دهد. اگر بی‌حسی به وجود آمده از در معرض یخ بودن به درازا بکشد، باعث سرمازدگی و آسیب دیدن اعصاب پوست می‌شود.